# Star Fox (serie)
Star Fox (スターフォックス Sutā Fokkusu?) es una popular franquicia de videojuegos del género Videojuego de disparos al más puro estilo matamarcianos, producida y distribuida por Nintendo.
La serie consta de 9 juegos hasta el momento distribuidos en las siguientes consolas de Nintendo: Super Nintendo, Nintendo 64, GameCube, Nintendo DS, Nintendo 3DS, Wii U y Nintendo Switch.

## Sistema de juego
Cada juego tiene su propia historia, que se va desarrollando en fases. El principal objetivo de cada fase es destruir la mayor cantidad de enemigos posible, obteniendo cierta puntuación
La mayoría de fases tienen un jefe final, bastante grande y más resistente que los otros enemigos, el cual suele tener algunos puntos débiles que deben ser aprovechados.
En la pantalla siempre aparece una barra de vida, que cuando se vacía, se pierde una vida y se debe reiniciar la misión, pues el vehículo ha sido destruido; el número de bombas de las que se dispone; un radar que indica las posiciones de amigos y enemigos; y un punto de mira que servirá al jugador para apuntar a los enemigos y que es principalmente lo que se puede mover.
Durante las misiones se recibirán mensajes de ciertos personajes, la mayoría de integrantes del equipo Star Fox, que necesitan la ayuda del jugador porque están siendo perseguidos, dan pistas, reorganizan la misión o simplemente charlan para dar cierto realismo a la acción.
Este es el sistema de juego de la saga a grandes rasgos. Para conocer más detalladamente este aspecto, visitar cada juego por separado.
Es uno de los primeros juegos en 3D lanzado en una consola de Nintendo

## Juegos

#### Star Fox
Se lanzó en 1993 para SNES. Llamado Starwing en Europa debido a problemas legales con el nombre de la marca. Fue desarrollado por Nintendo EAD y programado por Argonaut. Fue revolucionario para su época gracias al uso del famoso chip Super FX que permitía mostrar gráficos tridimensionales.
En este juego Fox McCloud y su equipo, Slippy Toad, Peppy Hare y Falco Lombardi, se enfrentan a Andross, que pretende destruir el sistema Lylat.

#### Star Fox 2
Estuvo en desarrollo para SNES, pero fue cancelado debido a la publicación de Nintendo 64. Se usaba la versión mejorada del chip Super FX que permitía mostrar mejores gráficos tridimensionales. Sin embargo, en páginas de descarga se encontró un proyecto filtrado y sin terminar, que posteriormente Aeon Genesis, empresa no oficial que crea parches de juegos, hizo las correcciones para que sea jugable.
Finalmente, salió en SNES Mini el 2017 como un juego completo en vez de un proyecto filtrado.

#### Star Fox 64
Se lanzó en 1997 para N64. Llamado Lylat Wars en Europa debido a problemas legales con el nombre de la marca. Fue desarrollado por Nintendo EAD. Fue el primer juego en hacer uso de vibración con el Rumble Pak. El juego es completamente tridimensional, e incluyó nuevos vehículos y diálogos hablados.
La historia es similar al anterior, pues se considera un remake, al que añade algo más de profundidad a sus personajes e historia. Por ello, se toma como el principio real de la saga Star Fox respecto de los futuros juegos.
Se lanzó un remake para la nueva consola de videojuegos Nintendo 3DS llamado Star Fox 64 3D.

#### Star Fox Adventures
Se lanzó en 2002 para GameCube. Fue desarrollado por Rare y se alejó del género shooter para pasar a convertirse en un juego de aventura.
El equipo Star Fox recibe una misión que les dice que algunas de las partes del planeta Sauria se han apartado de este y esto puede ser potencialmente peligroso para Corneria. En este juego aparece por primera vez Krystal, el Príncipe Tricky y el General Scales.

#### Star Fox: Assault
Se lanzó en 2005 para GameCube. Fue desarrollado por Namco y volvió de nuevo al género shooter. Se incluye por primera vez fases a pie en tercera persona.
La historia tiene lugar un año después del derrocamiento del emperador Andross visto en Star Fox Adventures, cuando Andrew Oikonny, sobrino de Andross decide reconquistar el imperio de su tío reuniendo tropas para iniciar una rebelión; ante la amenaza de Oikonny, el General Pepper, jefe al mando de las defensas del Sistema Lylat, toma cartas en el asunto y decide llamar al equipo Star Fox para terminar con la amenaza, pero tiempo después se da cuenta de que una raza de extraterrestres llamados Aparoides quieren destruir la vida existente en el sistema Lylat, entonces el equipo Star Fox pone frente ante el problema.

#### Star Fox Command
Se lanzó en 2006 para Nintendo DS. Fue desarrollado por Q-Games y fue el primero para una portátil y el primero en incluir funciones en línea. Además, vuelve a ser un juego en el que se maneja únicamente naves, y añade nuevas características propias de juegos de estrategia.
Fox queda como único integrante del equipo (junto con ROB 64) y le asignan una misión en el planeta Venom. Le notifican que una raza alienígena, conocida como los Anglars, ha comenzado a atacar a diferentes planetas del sistema Lylat, por lo que, una vez más, debe ayudar a restaurar la paz en esta galaxia. Sin embargo, no puede hacerlo solo, por lo que debe reunir a su equipo para que le ayuden a acabar con el caos.

#### Star Fox Zero
Su lanzamiento fue el 21 de abril de 2016 para Wii U en Japón, y el 22 de abril de 2016 en Norteamérica y Europa. En su desarrollo, junto a Nintendo, ha colaborado el estudio japonés PlatinumGames. El juego sigue el planteamiento clásico visto en otras entregas como Star Fox 64: controlaremos a Fox McCloud pilotando su Arwing en batallas espaciales, aunque en esta ocasión podremos transformar nuestra nave para caminar libremente a pie por los niveles. El juego hace un uso extensivo del Wii U GamePad, con cuyo control giroscópico podremos apuntar las armas de nuestra nave, mientras controlamos su movimiento con el stick izquierdo. Además, desde la pantalla del GamePad tendremos una vista detallada del cockpit de la nave.

#### Star Fox Guard
Anunciado originalmente como Project Guard, y codesarrollado por Platinum Games, el juego transcurre en el universo Star Fox. Es un juego de género tower defense, que salió al mismo tiempo que Star Fox Zero, e incluso está disponible en un mismo pack.

### Juegos relacionados

#### Starlink: Battle for Atlas
La versión para Nintendo Switch de Starlink: Battle for Atlas, juego desarrollado por Ubisoft Toronto y publicado por Ubisoft, contiene misiones exclusivas que incluyen a los personajes y naves de la saga de Star Fox. Además, como parte del sistema de juegos toys-to-life features, la edición de Nintendo Switch incluye figuras de Fox McCloud y su Arwing que pueden ser utilizadas en el juego.